# Se non ci ammazza i crucchi
Se non ci ammazza i crucchi è una canzone che venne raccolta da Dario Fo nel 1943 a Porto Valtravaglia, in provincia di Varese. Questa composizione dal tono scanzonatorio è conosciuta in una versione cantata da Dario Fo, Michele Straniero e Paolo Ciarchi. I crucchi sono i tedeschi, i bricchi sono le rocce e il vento di marenca è un vento locale del Lago Maggiore Est-Sud-Est e soffia molto forte da Laveno verso Intra e può raggiungere i 50 nodi.

## Incisioni
- I Gufi nell'album I Gufi cantano due secoli di Resistenza (1965)